# 千葉糺
千葉 糺（ちば ただす、1947年 - 2017年）は、日本の教育者、数学者。NPO法人『糺の会』代表。
長らく学習院高等科で数学科教諭として教鞭を執ったほか、社会問題にも目を向け『現代社会の問題を糺し未来の扉を開く会』を設立し、代表理事を務めた。

## 略歴
東京理科大学、同大学院（数学・複素関数論）を経て、1973年に学習院高等科（数学科教諭）に着任。2002年から2006年にかけ、学習院中等科・高等科長も務めた。在任中には、目白キャンパスの学習院中・高等科第１グラウンドに人工芝が整備された。科長任期満了後は再び高等科の数学を担当し、2013年3月に定年退職。2013年4月より高等科数学科非常勤講師として教鞭を執ったが、2017年6月14日に69歳で急逝した。

## エピソード
- 無類の犬猫好きとして知られ、柴犬専門誌『シーバ』では千葉と愛犬のマーちゃんが特集されたことがある。
- 専門の数学以外にもテンペラ画やユダヤ学において業績を残した。
- 高等科では高校1年から3年の数学を担当し、学年末には進学準備の補講を行なっていた。
- 埼玉県在住